# Bajada de la Inclusa Vieja
La bajada de la Inclusa Vieja fue el nombre oficial de una vía pública de la ciudad española de Segovia, renombrada como bajada de San Pedro de los Picos por la antigua iglesia del mismo nombre que en ella se encuentra.[cita requerida]

## Descripción
La vía conecta la calle del Doctor Velasco con la de la Puerta de Santiago. Debía su título al hospital de Convalecientes que allí había, que luego pasó a denominarse Inclusa Vieja. Desnivel en cuesta sin apenas urbanizar, entre dos vetustos caserones, fue transformada en angosta escalinata, como queriendo borrar su tradicional y popular nombre, es decir, cuesta o "bajada de arrastraculos".[cita requerida] Aparece descrita en Las calles de Segovia (1918) de Mariano Sáez y Romero con las siguientes palabras:

Inclusa Vieja (Bajada de la).—Es una callejuela con una gran pendiente, salvada en parte por unas mal dispuestas escaleras que la hacen aún más peligrosa. Va desde la calle del Doctor Velasco a la de la Puerta de Santiago, enfrente de donde estuvo el Hospital de Convalecientes, después Inclusa Vieja, de donde toma el nombre. El vulgo conoce este paso con un nombre por demás gráfico y sucio. A la mitad de esta vía, se hallan las ruinas de San Pedro Advíncula, conocido más por San Pedro de los Picos, por los que tenía en su torre. Se ven aún los restos de un arco románico de la portada.
(Sáez y Romero, 1918, p. 86)